# Sándor Hódosi
Sándor Hódosi (Budapest, 28 aprile 1966) è un ex canoista ungherese.
Ha vinto un titolo olimpico a Seul 1988 nel k4 1000m.

## Palmarès
- Olimpiadi
  - Seul 1988: oro nel K4 1000m.

- Mondiali
  - 1987: bronzo nel K2 10000m.
  - 1989: oro nel K2 10000m e K4 1000m.